# آق‌جار
اکدژار (به لاتین: Akdzhar) یک منطقهٔ مسکونی در قرقیزستان است که در جلال‌آباد واقع شده‌است.

## خصوصیات
اکدژار ۱٬۸۶۱ متر بالاتر از سطح دریا واقع شده‌است.